# Kungsbacka-Posten
Kungsbacka-Posten är en dagstidning utgiven sedan den 28 januari 2004. Den fullständiga titel för tidningen är Kungsbacka-Posten. Till september 2004 var det en gratistidning med utgivning en dag i veckan. Det blev sedan en betaltidning med utgivning tre dagar i veckan.

## Redaktion
Redaktionsort har varit Kungsbacka. Tidningen är politiskt oberoende. Utgivningsfrekvens har växlat. 2004 kom tidningen ut bara onsdagar som gratistidning. Från den 30 september 2004 blev det en tredagarstidning tisdag, torsdag och lördag. Från 2010 till 2017 var den tvådagarstidning och sedan 1april 2017 endagarstidning med utgivning först lördag och sedan från 1 juli 2021 torsdag. Kungsbackaposten efterföljs delvis av Extra Kungsbacka som är ett annonsblad. Kungsbackaposten fortsätter utgivning 2 gånger i vecka (tisdag och lördag). medan utgivningen på torsdagar tar Extra Kungsbacka över. 2021 blev tidningen åter tredagarstidning.
| Period                 | Ansvarig utgivare | Period                 | Redaktör           |
| ---------------------- | ----------------- | ---------------------- | ------------------ |
| 2004-01-28--2010-01-05 | Boström, Roger    | 2004-01-28--2004-09-22 | Boström, Roger     |
| 2010-01-07--2017-03-28 | Wigartz, Eva      | 2004-09-30--2017-03-28 | Wigartz, Eva       |
| 2017-04-01--2019-04-06 | Clausson, Thomas  | 2017-04-01--2021-01-31 | Ljungqvist, Mats H |
| 2019-04-13--2020-09-26 | Boström, Roger    | 2021-02-06--2023-02-06 | Anger, Per         |
| 2020-10-03--2021-01-31 | Svensson, Claes   | 2021-02-06--2023-02-06 | Anger, Per         |
| 2021-02-06--2022-02-16 | Anger, Per        | 2021-02-06--2023-02-06 | Anger, Per         |
| 2023-02-16--           | Wikström, Sanna   | 2023-02-06--           | Wikström, Sanna    |

## Tryckning
Förlaget hette till 31 december Ortstidningar i Väst aktiebolag med säte i Mölndal. Från 1 januari 2022 tog Stampen media i Göteborg över tidningen. Tidningen har tryckts i fyrfärg på satsyta typ tabloid med 20-48 sidor per nummer. Priset har varierat. Gratistidning från starten 2004 från september 2004, Sedan 750 kr per år. Priset har sedan varit stabilt och är 1070 kronor 2021. Annonsomfattning i tidningen har varit mycket hög 2015 57 % men har sedan minskat till cirka 30% från 2018. Upplagan var 4600 exemplar 2005 och ökade till över 6000 de första åren men har sedan sjunkit och var 3500 2020.
| Period                 | Tryckeri                                | Ort           |
| ---------------------- | --------------------------------------- | ------------- |
| 2004-01-28--2004-09-22 | Bold printing group                     | Borås         |
| 2004-09-30--2006-05-30 | Västsvenskt tidningstryckeri aktiebolag | Göteborg      |
| 2006-06-01--2015-12-29 | V-TAB                                   | Hisings Backa |
| 2016-01-02--2018-12-29 | Bold Printing                           | Borås         |
| 2019-01-05--           | V-TAB                                   | Landvetter    |